# M21 Magazine

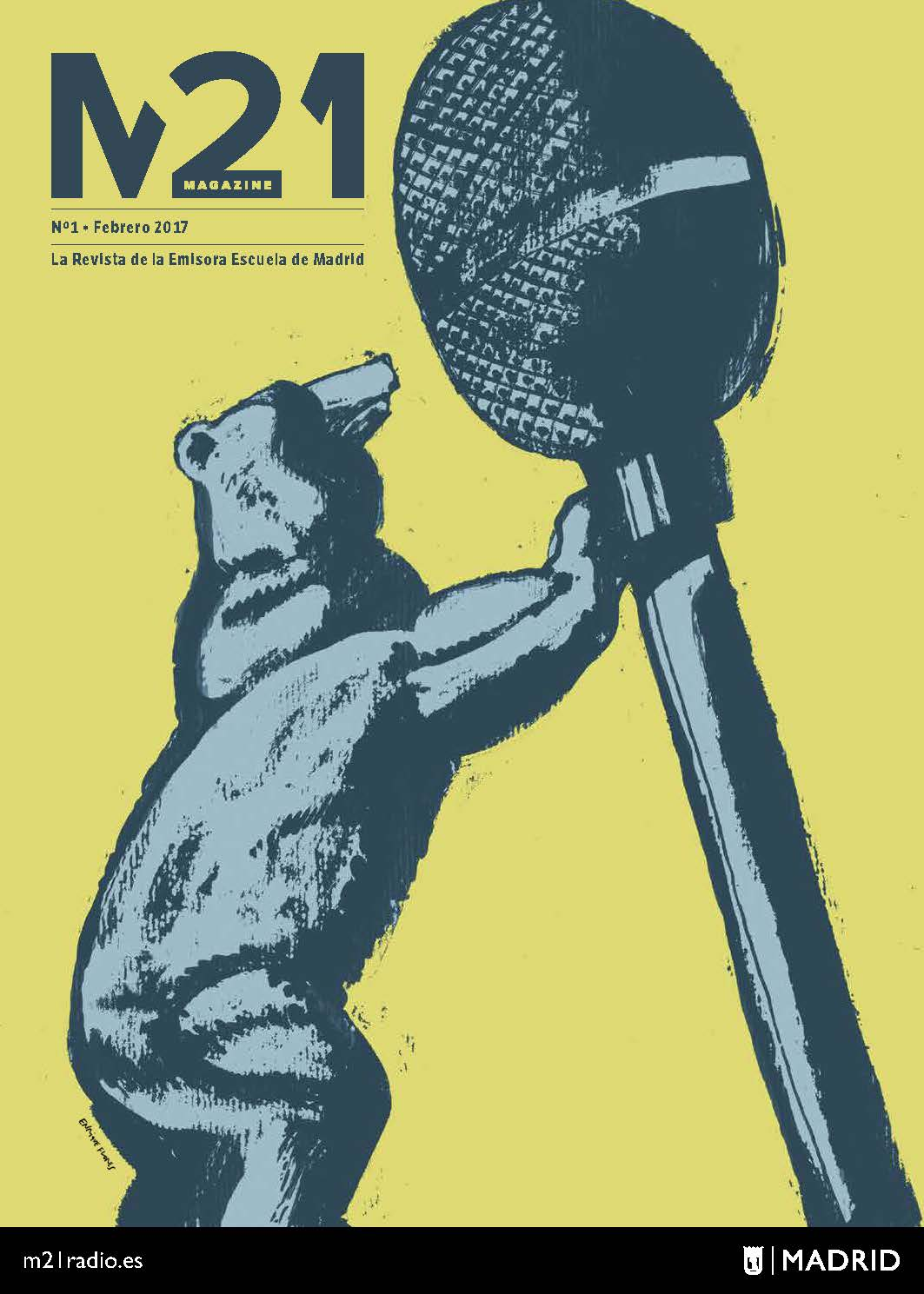
La portada del primer número de la revista M21.

M21 Magazine es una revista cultural mensual gratuita ilustrada, editada por el Ayuntamiento de Madrid desde febrero de 2017.

## Historia
El proyecto fue concebido en 2016 como magazine ilustrado para documentar gráficamente la cultura de Madrid por un equipo independiente encabezado por el ilustrador Enrique Flores y ofrecido al gobierno de Manuela Carmena a través del director de comunicación de la Empresa Municipal Madrid Destino Cultura Turismo y Negocio, S.A., Jacobo Rivero, que lo reestructuró con criterio periodístico para lanzarlo en febrero de 2017 asociado a M21 Radio, la desaparecida emisora municipal. La revista adoptó el nombre de la emisora, aludiendo a los 21 distritos del municipio madrileño.
Durante una primera época, la revista de la Emisora Escuela M21 de Madrid publicó noticias, artículos, ilustraciones e historietas, además de presentar la parrilla con la programación de la emisora. A partir del n.º 22, desapareció de portada la referencia a la emisora de radio, y la revista dejó de ser financiada con cargo a su presupuesto y pasó a subtitularse “Revista cultural ilustrada de Madrid. SEGUNDA ÉPOCA”. La publicación fue acogida con entusiasmo por uno de los principales estudios del cómic español, Álvaro Pons, en su blog La cárcel de papel, donde valora positivamente su espíritu transgresor y la calidad de las colaboraciones, y vincula el concepto de periodismo gráfico con la histórica revista Madriz.
En septiembre de 2019, a partir del n.º 29, tras la constitución de un nuevo gobierno en el Ayuntamiento de Madrid formado por el Partido Popular y Ciudadanos, apoyaos por el partido de extrema derecha Vox, son despedidos Enrique Flores y Jacobo Rivero de sus puestos de Coordinador y Director, respectivamente. Esta modificación se produce un par de meses antes del cierre de la emisora escuela M21 Radio. Aunque el nuevo equipo directivo mantuvo la cabecera M21 Magazine cuatro números más, utilizando el diseño y estructura originales, los cambios en la línea editorial y en los colaboradores dieron lugar a una nueva identidad, adoptando el nombre eme21mag a partir del n.º 33 en enero de 2020.
M21 Magazine contó con un conjunto de secciones fijas: Editorial, Así era Madrid, La radio por dentro (contando las experiencias de los becarios y beneficiarios de Garantía Juvenil que trabajaban en la emisora), Madrid verde (dedicada a los parques de la ciudad), Arquitecturas, Sala de máquinas, Mapa, Habitantes, Mercados, Deportes, Músicas, Otros tiempos, En los fogones y A la parrilla. A partir del número 29, ya no se puede hablar de la misma publicación: se descartaron secciones como Habitantes y Madrid Verde y fueron reemplazadas en la nueva revista eme21mag por espacios convencionales como Arte, Escenarios y Moda.
El equipo inicial de ilustradores con contrato anual estuvo formado por: Federico Delicado, Jacobo Pérez-Enciso, Luis Pérez Ortiz (LPO), Enrique Flores, Javier Vázquez, Alfredo, Ana Galvañ, Carla Berrocal, Víctor Aparicio, La Coppia (Antonia Santolaya con diversos guionistas), Felipe Hernández Cava y Miguel Navia. A partir de 2019, a raíz del despido del coordinador y del director, estos autores (salvo Galván, Berrocal, Aparicio y Santolaya) dejan de participar y son reemplazados por otros que, con carácter más o menos fijo, comienzan a colaborar con la nueva dirección.
El inventario de los trabajos gráficos publicados en los 28 números del periodo regular de M21 Magazine muestra, contando tanto las que aparecen una sola vez como las que aparecen con mayor frecuencia, un total de 118 firmas, de las cuales 63 corresponden a autoras y 55 a autores.

## Polémica sobre la exposición de M21 Magazine
En febrero de 2021, una exposición comisariada por Tevi de la Torre en el centro cultural municipal CentroCentro se inauguró con polémica al no incluir en la presentación de la muestra ninguna referencia a la radical divergencia entre las dos cabeceras, como tampoco al conflicto que las escindió ni a la supresión de la emisora M21 Radio, matriz de la primera revista, con la destrucción de sus archivos y podcasts. Para mostrar su desacuerdo, once autores presentes en la muestra pidieron la retirada de su obra expuesta.